# Elysius castanea
Elysius castanea là một loài bướm đêm thuộc phân họ Arctiinae, họ Erebidae.